# مؤسسة ويستون أ. برايس
مؤسسة ويستون أ. برايس (بالإنجليزية: Weston A. Price Foundation، اختصارًا: WAPF)، هي منظمة غير ربحية أمريكية تأسست عام 1999 على يد سالي فالون (موريل) وأخصائية التغذية ماري جي إنيج، وهي مكرسة «لاستعادة الأطعمة الغنية بالمغذيات إلى النظام الغذائي الأمريكي من خلال التعليم والبحث والنشاطات».
تعرضت المؤسسة للانتقادات من قبل إدارة الغذاء والدواء الأمريكية (FDA)، لدعوتها إلى شرب الحليب النيئ، كما انتقدها أيضًا أخصائيو تغذية من أمثال جويل فوهرمان بسبب دعمها للفوائد الصحية للدهون الحيوانية.

## ويستون برايس
كان برايس طبيب أسنان من كليفلاند بولاية أوهايو، حيث يصف في كتابه «التغذية والتنكس البدني» لعام 1939، العمل الميداني الذي قام به في عشرينيات وثلاثينيات القرن العشرين بين مختلف الثقافات حول العالم، بهدف تسجيل ودراسة صحة الأسنان وتطويرها كمثال على سكان ما قبل الصناعة كالقبائل الأفريقية والسكان الأصليين لجزر المحيط الهادئ، وشعب الإنويت، والسكان الأصليين للأمريكيتن، والسكان الأصليين لأستراليا.
يحتوي الكتاب أيضاً على العديد من الصور الفوتوغرافية للأشخاص الذين درسهم، ويتضمن صور فوتوغرافية تقارن بين الأسنان وبنية الوجه للأشخاص الذين عاشوا في نظامهم الغذائي التقليدي، والأشخاص الذين تبنوا أو نشأوا على الأغذية الصناعية. وفي بعض الحالات، كان من الممكن لـ «برايس» أن يتفحص ويصورأفرادًا تقليديين وصناعيين من نفس العائلة.

## المؤسسة
تضم «مؤسسة ويستون أ. برايس» سبعة أعضاء في مجلس الإدارة والعديد من الأعضاء الفخريين، ومعظمهم لديهم مؤهلات طبية أو غذائية. وفي عام 2010، بلغ عدد أعضائها 13000 وكان العدد في نمو بمعدل سنوي قدره 10%، وفقا لصحيفة واشنطن بوست.
إن المصادر الرئيسية لدعم «مؤسسة ويستون أ. برايس» هي مستحقات ومساهمات أعضائها فهى لا تتلقى تمويلاً من الحكومة أو من الصناعات الغذائية أو الزراعية، بل تقبل كل من الرعاة والعارضين والإعلانات من الشركات الصغيرة عن طريق الدعوة، والتي تتماشى منتجاتها مع مبادئ المؤسسة. ويمكن رؤية الرعاة الحاليين على الصفحة الرئيسية للموقع الإلكتروني للمؤسسة. وتشمل الجهات الراعية، لحوم الأعشاب ومٌربى الأسماك البرية، فضلا عن شركات المنتجات الصحية.
و توضح المؤسسة أنها مكرسة "لاستعادة الأطعمة الغنية بالمغذيات إلى الحمية البشرية ودعم حركات معينة تساهم في هذا الهدف بما في ذلك توجيه التغذية الدقيق، والزراعة الحيوية والعضوية، وتغذية المراعي للماشية، المدعومة من المجتمع الزراعة، صدق  العلامات والمعلومات إعداد  الآباء بالتغذية السليمة.
وتشمل الأهداف المحددة ان يصبح  الحليب الخام المعتمد متاح للعالم أجمع وحظر استخدام فول الصويا في طعام الرضع. ضغطت المنظمة بشدة في واشنطن عاصمة الولايات المتحدة، حول قضايا مثل معرفة إرشادات الحمية الغذائية لوزارة الزراعة الأمريكية في مكونات الغذاء المدرسي".

## المنشورات
تنشر «مؤسسة ويستون أ. برايس» صحيفة ربع سنوية تسمى التقاليد الحكيمة في الأغذية والزراعة والفنون العلاجية بالإضافة إلى دليل تسوق سنوي يدرج المنتجات المصنوعة من المكونات العضوية وغير المعدلة وراثيًا، ويتم إعدادها باستخدام الطرق التقليدية والحرفية.

## وصلات خارجية
- الموقع الرسمي (بالإنجليزية)